# Yellowcard
Yellowcard este o formație americană de pop punk și rock alternativ. Membrii formației sunt:
- Ryan Key
- Sean Mackin
- Longineu Parsons III
- Ryan Méndez
- Sean O'Donnell

## Discografie
- Midget Tossing (1997, relansat în 2008)
- Where We Stand (1999, relansat în 2004 și 2005)
- One for the Kids (2001)
- Ocean Avenue (2003)
- Lights and Sounds (2006)
- Paper Walls (2007)
- When You're Through Thinking, Say Yes (2011)
- Southern Air (2012)